# Колвін-Бей (футбольний клуб)
«Колвін-Бей» (валл. Clwb Pêl-Droed Bae Colwyn, англ. Colwyn Bay Football Club) — валлійський футбольний клуб із поселення Олд-Колвін у муніципалітеті Колвін-Бей. Від сезону 2024—2025 років клуб грає у Північній валлійській лізі. Прізвиськами клубу є «чайки» (Seagulls), або «затока» (The Bay). Клуб проводить домашні матчі на стадіоні «Лланейліан Роуд» в Олд-Колвін.

## Історія
Клуб «Колвін-Бей» зіграв перший свій матч у січні 1881 року, та грав у Лізі північного валлійського узбережжя. Клуб був змушений вийти з ліги протягом 1900—1901 років, оскільки не міг знайти домашній стадіон, а їхн місце перейшло до «Пенмаенмаур Роял Велш Фузільєрс». Однак наступного сезону клуб повернувся в лігу. З 1907 року клуб став називатися «Колвін-Бей Юнайтед». Після ліквідації ліги північного валлійського узбережжя в 1921 році клуб перейшов до Національної ліги Уельсу. У 1927—1928 роках клуб зайняв друге місце в лізі, та виграв Кубок ліги. Команда вдруге виграла кубок у сезоні 1929—1930 років, а також дійшла до півфіналу Кубка Уельсу, де поступилася з рахунком 3–1 команді «Ріл Атлетик». Наступного року ліга була скасована, й «Колвін-Бей» перейшов до Футбольної спілки Північного Уельсу, яку виграв у першому ж сезоні. Після цієї перемоги клуб став грати у Вест-Мідлендській футбольній лізі. Однак у новій лізі команда грала з великими потугами, і після того, як у 1935—1936 та 1936–37 роках фінішувала останньою, перейшла до Національної ліги Уельсу (Північ). У першому сезоні після Другої світової війни, у сезоні 1945—1946 років, «Колвін-Бей» посів друге місце в Північній лізі Уельсу. У сезоні 1963—1964 років команда знову посіла друге місце, а наступного сезону стала чемпіоном. На початку 1980-х років у клубу був період успішнах виступів, оскільки він став чемпіоном вдруге в сезоні 1980—1981 років. У 1982—1983 роках клуб виграв чемпіонат і дійшов до півфіналу Кубка Уельсу, поступившись із загальним рахунком 4-0 клубу «Свонсі Сіті».
Після збереження чемпіонського титулу в сезоні 1983—1984 років клуб повернувся до системи англійських футбольних ліг, та виступав у третьому дивізіоні Ліги північно-західних графств. Клуб посів друге місце у своєму першому сезоні в лізі, та піднявся до другого дивізіону. Четверте місце у другому дивізіоні 1986–87 дало місце клубові в першому дивізіоні. У сезоні 1987—1988 років клуб вперше грав у першому раунді Кубка Англії, програвши з рахунком 1-0 клубу «Нортвіч Вікторія» У наступному сезоні клуб виграв Кубок Ліги, обігравши клуб «Воррінгтон Таун» з рахунком 3-0 у фіналі на «Гігг Лейн». Клуб зайняв друге місце в прем'єр-лізі сезону 1990—1991 років, і підвищився до першого дивізіону Північної Прем'єр-ліги, заповнивши вакантне місце, яке утворилося після відмови клубу «Саут Ліверпуль». Клуб виграв дивізіон з першої спроби, і піднявся до Прем'єр-дивізіону. У цьому сезоні клуб також виграв Кубок виклику узбережжя Північного Уельсу, та втретє дійшов до півфіналу Кубка Уельсу, програвши з рахунком 4-2 «Геднсфорд Таун».
Проте наприкінці сезону 1991—1992 років суперечка з Футбольною асоціацією Уельсу призвела до того, що «Колвін-Бей» було наказано приєднатися до новоствореної Ліги Уельсу, або припинити виступи в Уельсі. У результаті клуб розпочав новий сезон, граючи на «Дріл-Філд» у Нортвічі, а потім переїхав на стадіон «Елсмір-Порт» у Елсмір-Порт. Судове рішення дозволило клубу повернутися до проведення домашніх матчів у Колвін-Бей у 1994 році, перш ніж справу було виграно у Високому суді у квітні 1995 року. У 1995—1996 роках клуб знову грав у першому раунді Кубка Англії; після перемоги над «Спеннімур Юнайтед» з рахунком 1-0 у першому раунді, клуб програли «Блекпулу» з рахунком 2-0 у другому раунді. Наступного сезону клуб знову кваліфікувався до першого раунду кубку, але програв з рахунком 2-0 іншому клубу з Північного Уельсу «Рексем». Ще один виступ у першому раунді Кубка Англії в 1997—1998 роках завершився поразкою 2–0 від «Ноттс Каунті».
Клуб залишався у Прем'єр-дивізіоні Північної Прем'єр-ліги до кінця сезону 2002—2003, коли він опустився до першого дивізіону. У сезоні 2006—2007 років п'яте місце дозволило клубу вийти до плей-оф за підвищення, у якому вони програли клубу «Каммел Лейрд» з рахунком 3–2 у півфіналі. Реструктуризація ліги призвела до того, що в сезоні 2007—2008 клуб потрапив до першого дивізіону «Південь», а наступного сезону був переведений до дивізіону «Північ». Перший сезон клубу в північному дивізіоні завершився четвертим місцем і ще однією кампанією плей-оф, у якій клуб програв півфінальний матч 4–2 по пенальті «Ньюкасл Блу Стар» після нічиєї 2–2. Однак після того, як клуб знову посів четверте місце в сезоні 2009—2010 років, клуб повернувся до Прем'єр-ліги через плей-оф, обігравши «Керзон Ештон» з рахунком 2-:1 у півфіналі, а потім перемігши з рахунком 1-0 «Ланкастер Сіті» в останній грі.
У сезоні 2010—2011 років «Колвін Бей» посів друге місце в Прем'єр-дивізіоні. У наступних плей-оф клуб обіграв «Норт Феррібі Юнайтед» з рахунком 2–1 у півфіналі, а потім переміг «ФК Юнайтед» з рахунком 1-0 у фіналі, і вийшов до Північної конференції. Після чотирьох сезонів у Північній конференції клуб повернувся до Північної Прем'єр-ліги наприкінці сезону 2014–15. У 2015—2016 роках клуб знову вилетів, повернувшись до Першого дивізіону Північ. У березні 2019 року клуб вирішив повернутися до валлійської футбольної системи на сезон 2019—2020 років, і приєднався до новоствореного другого дивізіону Північна валлійська ліга. У сезоні 2022—2023 років клуб виграв Кубок Північної ліги та титул чемпіона північної валлійської ліги, програвши лише одного разу протягом сезону після 25 перемог поспіль, отримавши підвищення до Прем'єр-ліги. Однак наступного сезону клуб посів передостаннє місце в найвищому валлійському дивізіоні, та повернувся до Північної валлійської ліги.

## Стадіон
У перші роки клуб існував як кочівник, і часто змушений був переїздити, у зв'язку з тим, що будівельники купували землю клубу, оскільки місто швидко розширювалося в кінці XIX та на початку XX століття. Клуб грав на землі, що належала школі Пенрос, на полі «Борд Скул», «Марін Готел», а потім у «Ейріас Парк». Після того, як сусідня школа викупила землю клубу, він грав на полі в Мохдре, а потім переїхав на інше поле в парку Ейріас наприкінці 1940-х років. Це поле знаходилось у власності клубу до 1983 року, коли після будівництва дороги A55 знадобилась земля для відсипання ґрунту. «Ейріас Арена» була тимчасовим стадіоном протягом півтора сезону, поки клуб не переїхав на сучасний стадіон «Лланейліан Роуд» у 1984 році. Трибуна «Шед Енд» була зведена в 1985 році, а ще дві трибуни були побудовані до 1990 року, коли були встановлені прожектори, та проведене урочисте відкриття товариським матчем з клубом «Ліверпуль». Коли в 1992 році клуб був змушений грати за межами Уельсу, спочатку він грав на «Нортвіч Вікторія Дріл Філд», а потім переїхав на «Елсмір Порт». Після повернення на Лланеліан-роуд у 1994 році, в 1998 році було встановлено терасування з боку Лланеліан-роуд. Після виходу до Північної конференції протягом сезону 2011—2012 років було побудовано нову криту трибуну на 500 місць. У 2023 році була побудована нова трибуна на 1000 місць замість двох критих терасових трибун на західній стороні майданчика.